# Scopula flasvescens
Scopula flasvescens là một loài bướm đêm trong họ Geometridae.